# The Babbit and the Bromide
The Babbit and the Bromide è una canzone composta da George Gershwin su testo del fratello Ira Gershwin per il musical del 1927 Funny Face ed proposto per la sua prima volta testo da Fred Astaire insieme alla sorella Adele, per poi essere riproposto da Astaire stesso insieme a Gene Kelly per il film del 1945 Ziegfeld Follies col riarrangiamento di Roger Edens. Essa è una delle canzone meno note dei fratelli Gershwin, ma è divenuta popolare in America per il suo inserimento in una puntata della sitcom I Griffin, cantata da Peter e dai suoi amici mentre sono a lavorare in prigione.

## Il testo
La canzone parla di due modesti uomini che si incontrano tre volte. La prima accade nel periodo di incisione della canzone:
And held a conversation in their own peculiar way;
They both were solid citizens, they both had been around,
And as they spoke you clearly saw their feet were on the ground!»
Il ritornello della canzone si basa principalmente sui saluti che si fanno i due quando si incontrano:
- How are you?
- How's the folks?
- What's new?
- I'm great!
- That's good!
- Huh-huh!
- Touch wood!
- Well well!
- what say?
- How've you been?
- Nice day!
- How's things?
- What's new?
- That's fine!
- How are you?»
La seconda volta accade 10 anni dopo il primo incontro:
And then it happened that one day they chanced to meet again!
That they had both developed in ten years there was no doubt,
And so of course they had an awful lot to talk about!»
La terza volta, invece, accade in un posto molto particolare per i due uomini... Il paradiso!:
This time it happened up above, inside Saint Peter's gate!
A harp each one was carrying, and both were wearing wings,
and this is what they said as they were strumming on the strings;»
Il finale della canzone prevede un preludio, formato prima da un tempo di valzer e poi accelerato in stile jazz, per poi concludere con un accelerando finale e l'ultima parte, ripresa in modo jazz.

## Nel filmZiegfield Follies
Gene Kelly: Beh, io ballo.
Fred Astaire: Oh, a casa, per la gente? Pic-nic e quelle genere di cose?
Gene Kelly: Oh, no, no. In pubblico.
Fred Astaire: Negli angoli delle strade?
Gene Kelly: Oh, no. Sullo schermo. Film! Tu vai a vedere questi film del genere, vero?
Fred Astaire: Bè, li provo a vedere tutti.
Gene Kelly: Hai visto il film  "Cover Girl"?
Fred Astaire: Sì.
Gene Kelly: Beh, chi ha fatto quelli balli in esso?
Fred Astaire: Non sei Rita Hayworth!
Gene Kelly: No, non lo sono ... Ginger.»
(Citazione iniziale dal numero. Ginger è riferita a Ginger Rogers, storica collega e amica di Astaire)
Il brano nel film è cantato dai attori e ballerini Fred Astaire e Gene Kelly, che interpretano tutti i ruoli dei due uomini e che si uniscono per la prima volta sul grande schermo, evento assoluto nella storia del cinema e che ha attirato molto le stampe internazionali. Astaire e Kelly compariranno altre varie volte insieme, come anche nel film del 1974 C'era una volta Hollywood e in una pubblicità per la Western Airlines nel 1985.
La canzone è stata proposta anche dal comico e cantante Danny Kaye.